# HT Sagittae
HT Sagittae eller HD 183143, är en ensam stjärna belägen i den mellersta delen av stjärnbilden Pilen. Den har en högsta skenbar magnitud av ca 6,71 och kräver en handkikare för att kunna observeras. Baserat på parallax enligt Gaia Data Release 3 på ca 0,43 mas, beräknas den befinna sig på ett avstånd på ca 7 600 ljusår (2 300 parsek) från solen. Den rör sig bort från solen med en heliocentrisk radialhastighet på ca 13 km/s.

## Observation
HT Sagittae ingick i den första katalogen av Be-stjärnor, med distinkta Hα-emissionslinjer. När emissionslinjer i heta superjättestjärnor undersöktes som tecken på expanderande atmosfärer och massförlust, visade sig HT Sagittae ha Hα-linjer med P Cygni-profiler, men endast blygsam massaförlust. Moderna högupplösta spektra visar emission i linjer från Hα, Hβ, Hγ och Hδ, bildade av den starka stjärnvinden.
Införandet av spektrala standarder för superjättar gav HT Sagittae som standardstjärna för spektralklassen B7 Ia. Spektraltypen anges ibland som B7 Iae för att markera förekomsten av emissionslinjer.

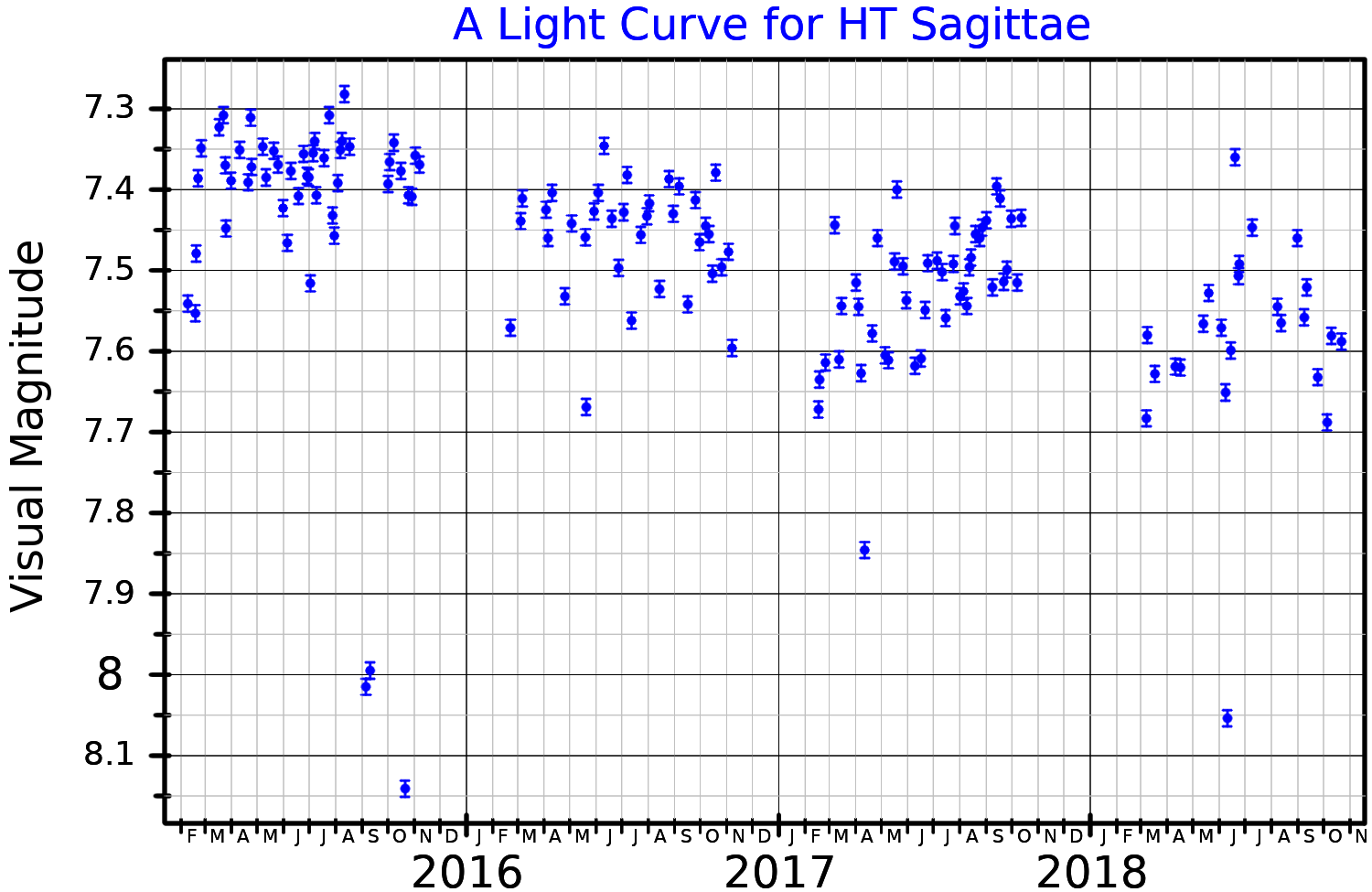
Ljuskurva av visuella bandet för HT Sagittae, anpassad från ASAS-SN-data.)

HT Sagittae listades 1976 som variabel med en mycket liten amplitud. Under Hipparcosuppdraget observerades dess ljusstyrka variera mellan magnituden 6,71 och 6,95. ASAS-3 fotometri visar en period på 40,44 dygn. HT Sagittae tillkännagavs formellt som en variabel stjärna, troligen av typen Alfa Cygni, 1979 och fick variabelbeteckningen HT Sagittae.
HT Sagittae har studerats ingående på grund av de diffusa interstellära band som är synliga i dess spektrum. De starkaste linjerna orsakas av interstellärt atomärt järn, kalium, litium, natrium och kalcium, såväl som joniserat kalcium och CH- och CN-molekyler. Infraröda band av joniserad buckminsterfulleren har också hittats i dess spektrum. HT Sagittae har föreslagits som referensstandard för interstellär polarisering. Den visar 6 procent polarisering.

## Egenskaper
HT Sagittae är en gul till blå superjättestjärna av spektralklass B6-8 Ia-0. Den har en massa som är ca 24 solmassor, en radie på ca 109 solradier och utsänder från dess fotosfär energi motsvarande 288 000 gånger solen vid en effektiv temperatur av ca 11 500 K.